# 보스토크 (우주선)
보스토크(러시아어: Восток)는 소련이 제작한 유인 우주선이다. 유리 가가린이 보스토크 1호를 타고 세계 최초의 유인 우주비행을 하였다.

## 같이 보기
- 보스호트 우주선
- 소유스 우주선 - 보스토크 다음의 우주선이다.
- 보스토크 1호
- 보스토크 (로켓)
- 우주선